# マクセルスリオンテック
マクセルスリオンテック株式会社（英: Maxell Sliontec Ltd.）は、神奈川県川崎市に本社を置いていた日立グループの化学メーカー。スリオンテープ等の粘着テープの製造販売を行っていた。粘着テープの技術を活かし、スポーツ医学や農業資材分野にも進出していた。日立マクセル（現・マクセル）の子会社だったが、やや独立した経営体制であった。

## 主な製品
- 包装用粘着テープ
- 養生用布テープ
- 空調ダクト用アルミテープ
- 建築・土木用フィラメンテープ（縦方向に繊維を使用した粘着テープ）
- 耐熱超強粘着両面テープ
- ダイシングテープ
- スポーツ用ボディーケアテープ
- 農業用播種シート

## 沿革
- 1954年（昭和29年） - 菅原電気株式会社より分離して、日立製作所との合弁により菅原工業として発足。
- 1956年（昭和31年） - 粘着テープ事業に参入
- 1989年（平成元年） - 株式会社スリオンテックに社名変更
- 2011年（平成23年）4月1日 - マクセルスリオンテック株式会社に社名変更[1]
- 2012年（平成24年）4月1日 - 日立マクセルに吸収合併[2]、日立マクセルのスリオンテック事業本部となる。

## 事業所
- 事業本部・川崎・東京営業所・海外営業グループ・特販グループ・FI営業グループ - 神奈川県川崎市多摩区登戸3819
- スリオン製造部小淵沢製作グループ - 山梨県北杜市小淵沢町上笹尾3434-8

川崎は高価格帯製品、小淵沢製作グループは量産品を中心に生産。このほか、京都府乙訓郡大山崎町、埼玉県春日部市、名古屋市中村区、大阪市北区、広島市南区、福岡市中央区に営業所を有する。